# Ferdinand Zvonimir Habsburg-Lothringen

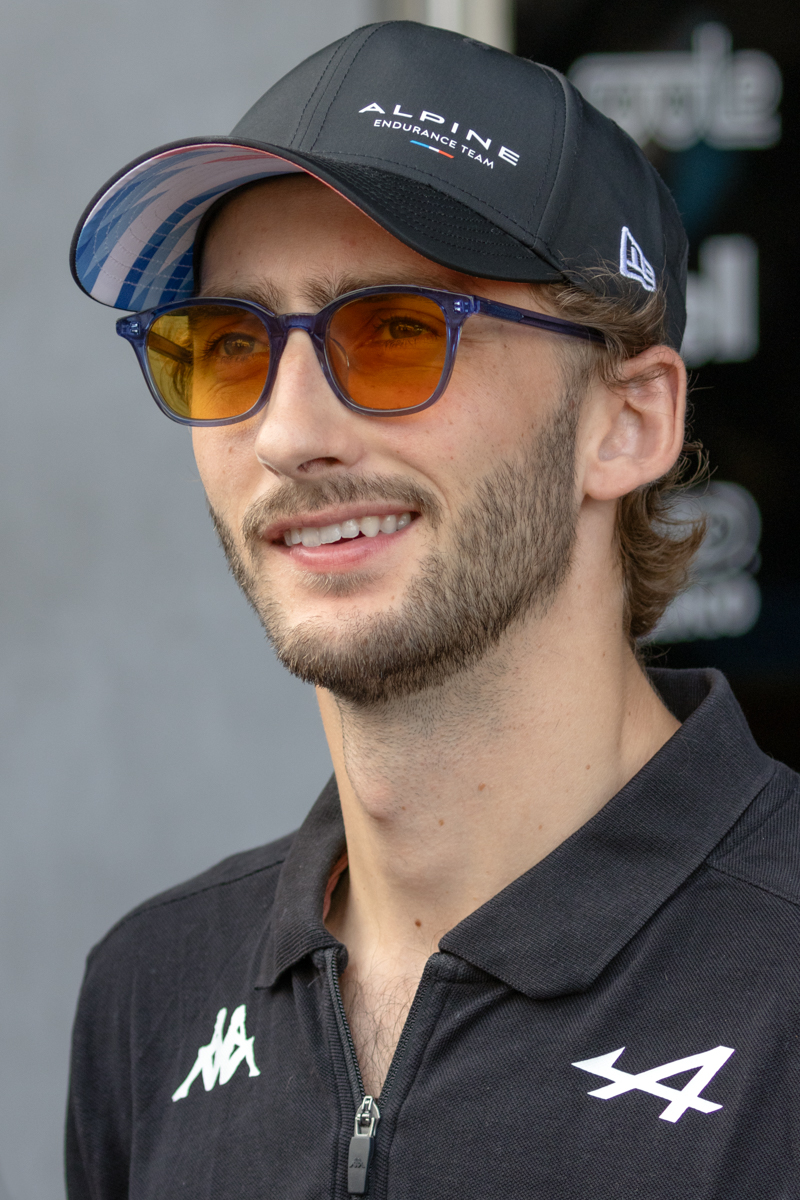
Ferdinand Habsburg 2024

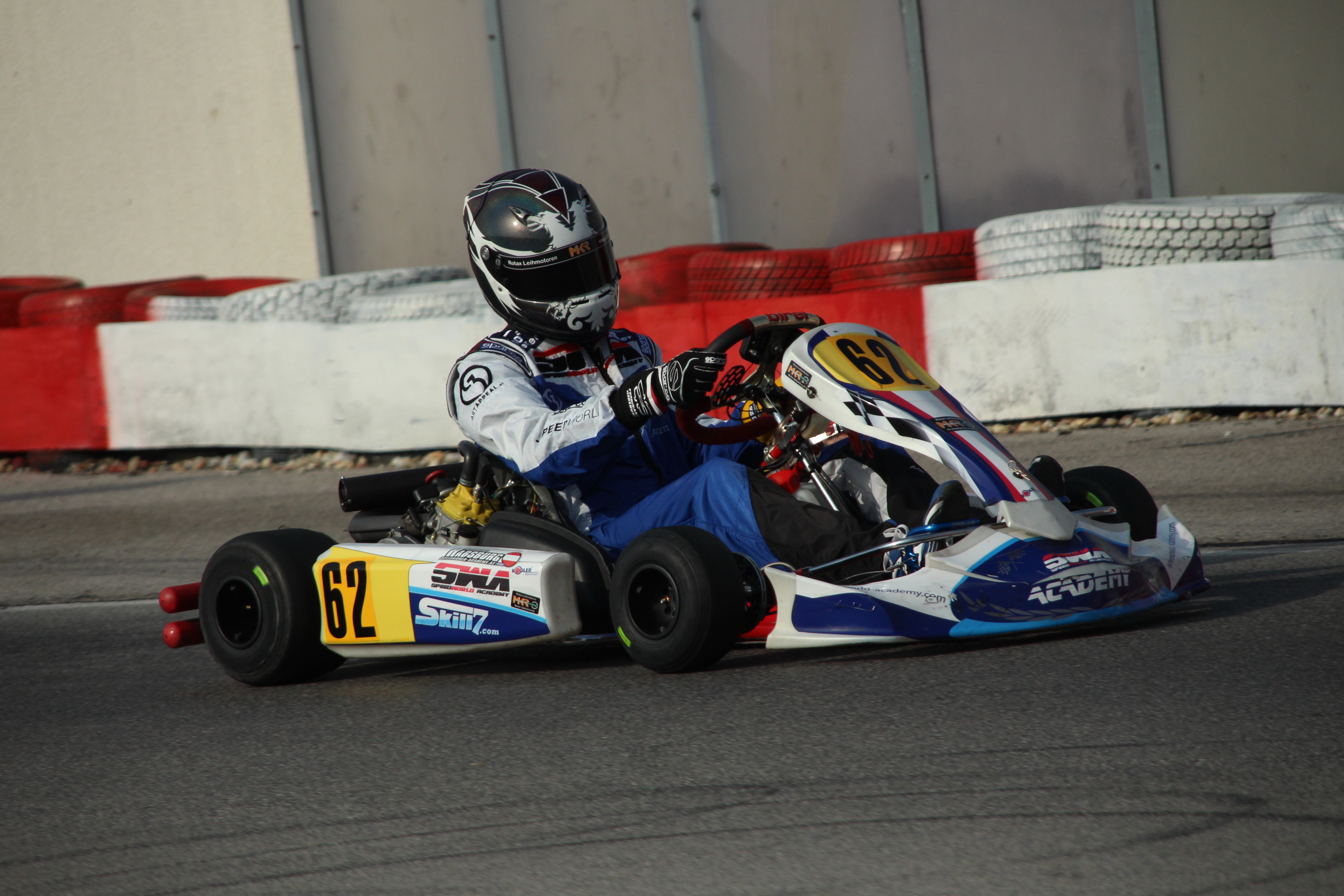
Habsburg im Kart der Speedworld Academy

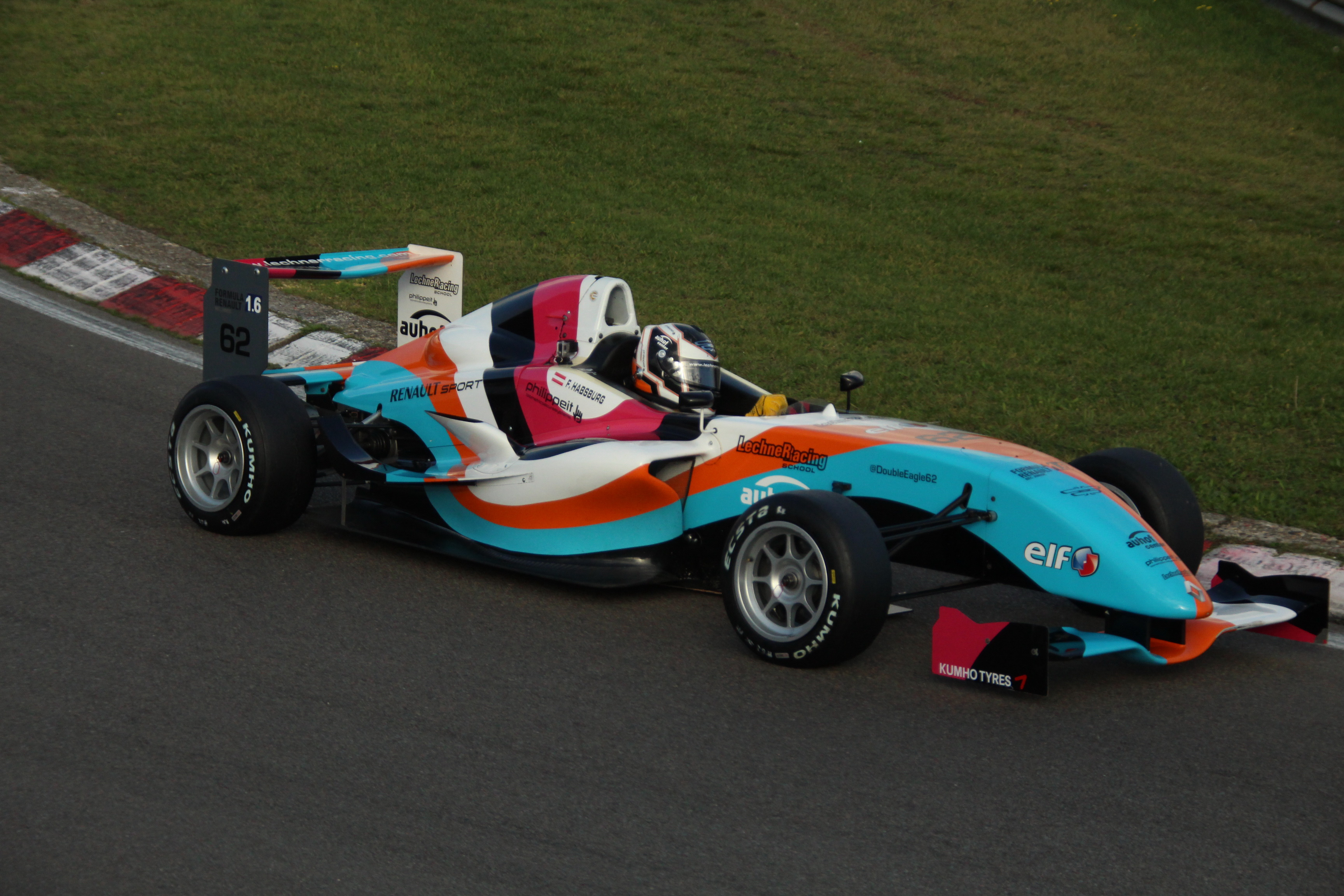
Habsburg in der nordeuropäischen Formel Renault 1.6 (2014)

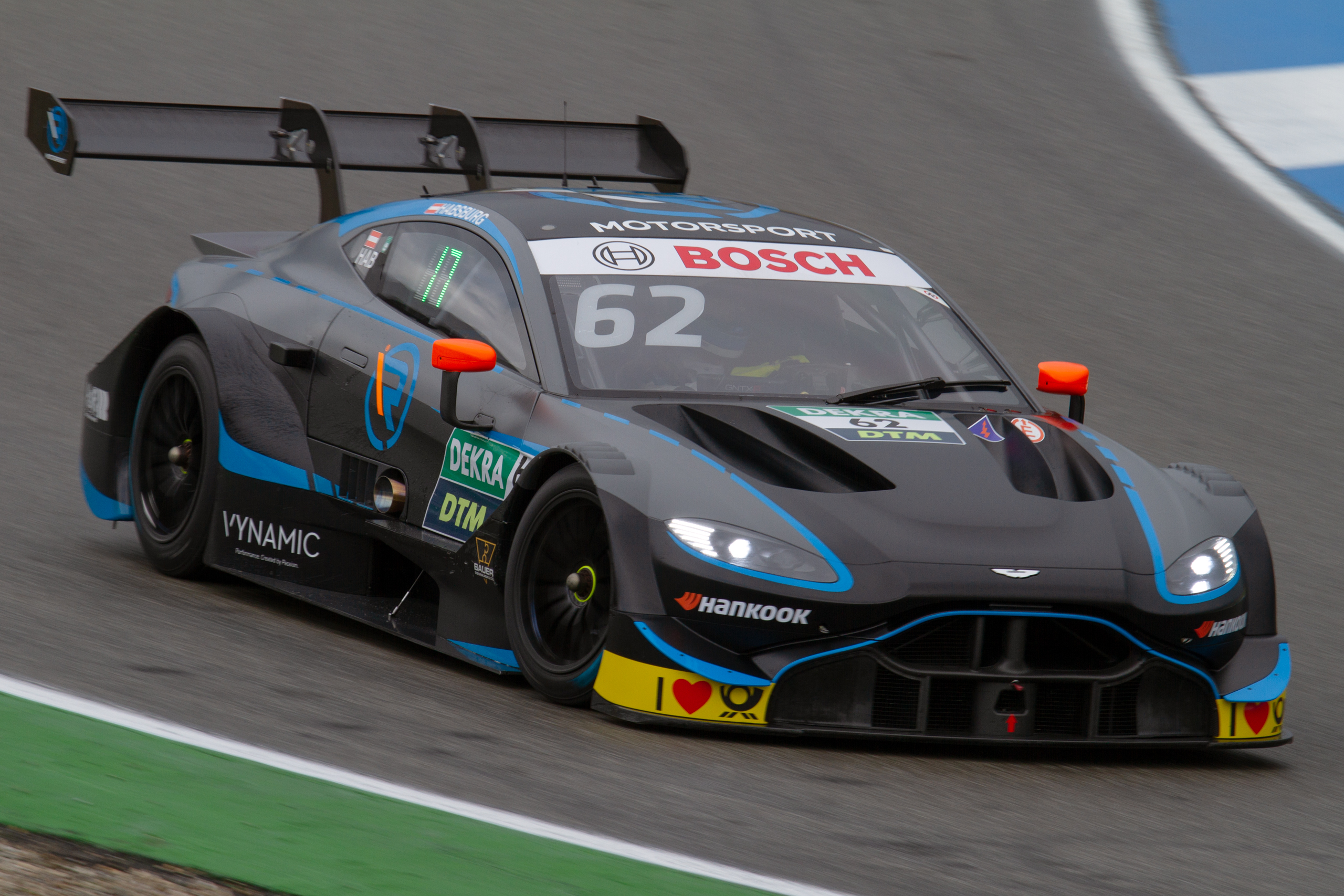
Ferdinand Habsburg in der DTM in Hockenheim 2019

Ferdinand Zvonimir Maria Balthus Keith Michael Otto Antal Bahnam Leonhard Habsburg-Lothringen (auch Ferdinand Habsburg, * 21. Juni 1997 in Salzburg) ist ein österreichischer Automobilrennfahrer, der seit 2022 in der FIA-Langstrecken-Weltmeisterschaft antritt. Er ist der Sohn von Francesca und Karl Habsburg-Lothringen sowie ein Urenkel von Kaiser Karl I. von Österreich. 2017 und 2018 startete er in der europäischen Formel-3-Meisterschaft, 2019 und 2020 in der DTM.

## Kindheit und Jugend
Am 20. September 1997 wurde er in Zagreb von Kardinal Franjo Kuharić getauft. Seine Paten sind Georg Habsburg-Lothringen, Alois Konstantin zu Löwenstein-Wertheim-Rosenberg, Margarita Sakskoburggotski (Ehefrau des abgesetzten Zaren Simeon von Bulgarien) und Agnes Husslein. Ferdinand erhielt zusätzlich den traditionellen kroatischen Vornamen Zvonimir (nach König Zvonimir von Kroatien). Diese Namensgebung in einer Zeit politischer Instabilität in Kroatien gab Anlass zu Spekulationen, die Familie Habsburg dementierte jedoch alle Restaurationsbestrebungen.
Ferdinand Zvonimir ist österreichischer Staatsbürger. Seine hergebrachten Titel (Kaiserlicher Prinz und Erzherzog von Österreich, Königlicher Prinz von Ungarn, Böhmen und Kroatien) haben keine rechtliche Relevanz und dürfen in Österreich aufgrund des Adelsaufhebungsgesetzes nicht als Namensform verwendet werden. Sie werden allenfalls in der genealogischen Literatur genutzt. In Ungarn, wo der Adel 1945 abgeschafft wurde, tritt er bei Motorsportrennen als Habsburg Ferdinánd Zvonimir an.
Sein Eintritt in den österreichischen Wehrdienst und die Zuweisung zum Heeressportverband, um während des Ableistens des Dienstes Tests und Trainings für sein Aston-Martin-DTM-Team durchführen zu können, wurden medial thematisiert.
Seine ältere Schwester Eleonore ist seit dem 20. Juli 2020 mit dem belgischen Automobilrennfahrer Jérôme D’Ambrosio verheiratet, der somit sein Schwager wurde.

## Motorsportkarriere
Habsburg begann seine Motorsportkarriere 2012 im Kartsport. Sein Mentor ist Alexander Wurz. 2012 gewann er die Meisterschaft bei den Rotax Max Junioren in Niederösterreich. 2013 fuhr er ein Rennen bei den ungarischen Kartmeisterschaften und gewann den Meistertitel der Rotax Max Junioren. Bei den Rotax Max Challenge Grand Finals 2013, die vom 13. bis zum 16. November in New Orleans stattfanden, qualifizierte er sich nach mehreren Knockout-Durchgängen für das Finale der Junioren und beendete es auf Rang zehn. 2014 wurde er österreichischer Staatsmeister in der DD2-Klasse der Rotax Max Challenge.
2014 debütierte Habsburg zudem im Formelsport. Er nennt sich dort Ferdinand Habsburg. Für den österreichischen Rennstall Lechner Racing School trat er in der nordeuropäischen Formel Renault 1.6 an. Sein Fahrzeug in dieser Saison war das von der Schweizer Künstlergruppe Lang-Baumann gestaltete Art Car. Dieses Fahrzeug wird seit 2018 in der Kaiserlichen Wagenburg Wien ausgestellt.
Er erzielte vier Podest-Platzierungen und schloss die Saison auf dem vierten Rang ab. Sein Teamkollege Anton de Pasquale gewann den Meistertitel. Anfang 2015 ging Habsburg für Victory Motor Racing in der Toyota Racing Series an den Start. Mit einem zweiten Platz als bestes Ergebnis erreichte er den elften Gesamtrang. Anschließend wechselte Habsburg 2015 zu Fortec Motorsports in die nordeuropäische Formel Renault, die mit 2,0-Liter-Motoren ausgestattet war. Habsburg verließ die Serie nach dem fünften von sieben Rennwochenenden und wurde 19. in der Fahrerwertung. Darüber hinaus absolvierte Habsburg für Fortec Gaststarts in der alpinen Formel Renault und im Formel Renault 2.0 Eurocup sowie für Drivex in der Euroformula Open.
Anfang 2016 kehrte Habsburg in die Toyota Racing Series nach Neuseeland zurück und erhielt ein Cockpit bei Giles Motorsport. Er gewann den Saisonauftakt in Christchurch und entschied damit sein erstes Formelsportrennen für sich. Mit einem weiteren Sieg wurde er Vierter in der Meisterschaft. Anschließend war Habsburg in Europa in drei Rennserien aktiv. Für Drivex fuhr er in der Euroformula-Open-Saison 2016. Er gewann zwei Rennen und stand bei 16 Rennen insgesamt zwölfmal auf dem Podium. In der Fahrerwertung unterlag er Leonardo Pulcini mit 247 zu 303 Punkten und wurde Gesamtzweiter. Darüber hinaus startete er für Fortec Motorsports im Formel Renault 2.0 Eurocup und der nordeuropäischen Formel Renault. In beiden Rennserien erzielte er zwei Podest-Platzierungen. Im Eurocup wurde er Zehnter, in der nordeuropäischen Formel Renault Elfter im Gesamtklassement.
2017 wechselte Habsburg zu Carlin in die europäische Formel-3-Meisterschaft. Beim zweiten Lauf von Spa-Francorchamps gelang ihm am 28. Juli sein erster Sieg. 2019 ging Habsburg in der DTM an den Start, wo er einen der vier Aston Martin des Teams R-Motorsport pilotierte. Er trat dort als Ferdinand von Habsburg an, was aufgrund des Adelsaufhebungsgesetzes ein Problem bei der Ausstrahlung im Österreichischen Fernsehen darstellte, da ihm in Österreich die Nutzung des Adelszusatzes „von“ verboten ist. Er schloss die DTM-Saison 2019 als Letztplatzierter auf Platz 18 mit nur 3 Punkten ab.
Für die DTM-Saison 2020 wechselte Habsburg zum Team WRT Audi Sport. Die Saison war deutlich erfolgreicher als die vorherige. Beim Rennen in Zolder erreichte Habsburg die Pole Position. In der DTM Gesamtwertung belegte er Rang 10.
In der Saison 2021 gewann Ferdinand Habsburg in der Langstreckenserie European LeMans Series das Rennen für das Algarve Racing Team. Seit März 2021 ist Habsburg außerdem als Experte in der ORF-Sendung "Formel 1 Motorhome" zu sehen. Zu seinen Erfolgen zählt auch der LMP2-Klassensieg beim 24-Stunden-Rennen von Le Mans 2021.

## Orden
Als Mitglied des Hauses Habsburg-Lothringen ist er zudem Mitglied in folgenden Orden:
- Orden vom Goldenen Vlies (Österreich)
- St. Georgs-Orden, ein europäischer Orden des Hauses Habsburg-Lothringen[27]

## Statistik

### Karrierestationen
| - 2012–2014: Kartsport - 2014: Nordeuropäische Formel Renault 1.6 (Platz 4) - 2015: Toyota Racing Series (Platz 11) - 2015: Nordeuropäische Formel Renault (Platz 19) - 2016: Toyota Racing Series (Platz 4) | - 2016: Euroformula Open (Platz 2) - 2016: Formel Renault 2.0 Eurocup (Platz 10) - 2016: Nordeuropäische Formel Renault (Platz 11) - 2017: Europäische Formel 3 (Platz 7) - 2018: Europäische Formel 3 (Platz 13) | - 2019: DTM (Platz 18) - 2020: DTM (Platz 10) - 2021: WEC - 2021: Asian Le Mans Series - 2021: European Le Mans Series - 2022: FIA-Langstrecken-Weltmeisterschaft |

### Einzelergebnisse in der Toyota Racing Series
| Jahr | Team                 | 1   | 2   | 3   | 4   | 5   | 6   | 7   | 8   | 9   | 10  | 11  | 12  | 13  | 14  | 15  | 16  | Punkte | Rang |
| ---- | -------------------- | --- | --- | --- | --- | --- | --- | --- | --- | --- | --- | --- | --- | --- | --- | --- | --- | ------ | ---- |
| 2015 | Victory Motor Racing | CHR | CHR | CHR | INV | INV | INV | HMP | HMP | HMP | TAU | TAU | TAU | TAU | MAN | MAN | MAN | 490    | 11.  |
| 2015 | Victory Motor Racing | 6   | 3   | DNF | 7   | 6   | 12  | 10  | 2   | 11  | 15  | 16  | 16  | 14  | 11  | 14  | DNF | 490    | 11.  |
| 2016 | Giles Motorsport     | CHR | CHR | CHR | INV | INV | INV | HMP | HMP | HMP | TAU | TAU | TAU | MAN | MAN | MAN |     | 727    | 4.   |
| 2016 | Giles Motorsport     | 1   | 7   | 2   | 13  | 8   | 4   | 6   | 9   | 8   | 6   | 12  | 4   | 1   | 7   | 3   |     | 727    | 4.   |

### Einzelergebnisse in der europäischen Formel-3-Meisterschaft
| Jahr | Team   | Motor      | 1   | 2   | 3   | 4   | 5   | 6   | 7   | 8   | 9   | 10  | 11  | 12  | 13  | 14  | 15  | 16  | 17  | 18  | 19  | 20  | 21  | 22  | 23  | 24  | 25  | 26  | 27  | 28  | 29  | 30  | Punkte | Rang |
| ---- | ------ | ---------- | --- | --- | --- | --- | --- | --- | --- | --- | --- | --- | --- | --- | --- | --- | --- | --- | --- | --- | --- | --- | --- | --- | --- | --- | --- | --- | --- | --- | --- | --- | ------ | ---- |
| 2017 | Carlin | Volkswagen | SIL | SIL | SIL | MNZ | MNZ | MNZ | PAU | PAU | PAU | HUN | HUN | HUN | NOR | NOR | NOR | SPA | SPA | SPA | ZAN | ZAN | ZAN | NÜR | NÜR | NÜR | SPI | SPI | SPI | HOC | HOC | HOC | 186    | 7.   |
| 2017 | Carlin | Volkswagen | 12  | 13  | 12  | 3   | 5   | 5   | 8   | 8   | 6   | 15  | 10  | 12  | DNF | 15  | 8   | 8   | 1   | 6   | 4   | 6   | 2   | 5   | 6   | DNF | 6   | 9   | 4   | 3   | 20  | DNF | 186    | 7.   |
| 2018 | Carlin | Volkswagen | PAU | PAU | PAU | HUN | HUN | HUN | NOR | NOR | NOR | ZAN | ZAN | ZAN | SPA | SPA | SPA | SIL | SIL | SIL | MIS | MIS | MIS | NÜR | NÜR | NÜR | SPI | SPI | SPI | HOC | HOC | HOC | 87     | 13.  |
| 2018 | Carlin | Volkswagen | 17  | 11  | DNF | DNF | 8   | 15  | 18  | 5   | 9   | 14  | 5   | 7   | DNF | 10  | 12  | 13  | 13  | 9   | 12  | 7   | 3   | DNF | 10  | 11  | 5   | 8   | 6   | DNF | 12  | 6   | 87     | 13.  |

### Le-Mans-Ergebnisse
| Jahr | Team                  | Fahrzeug    | Teamkollege      | Teamkollege    | Platzierung            | Ausfallgrund |
| ---- | --------------------- | ----------- | ---------------- | -------------- | ---------------------- | ------------ |
| 2021 | Team WRT              | Oreca 07    | Robin Frijns     | Charles Milesi | Rang 6 und Klassensieg |              |
| 2022 | RealTeam by WRT       | Oreca 07    | Rui Andrade      | Norman Nato    | Rang 21                |              |
| 2023 | WRT Team              | Oreca 07    | Robin Frijns     | Sean Gelael    | Rang 13                |              |
| 2024 | Alpine Endurance Team | Alpine A424 | Paul-Loup Chatin | Charles Milesi | Ausfall                | Motorschaden |
| 2025 | Alpine Endurance Team | Alpine A424 | Paul-Loup Chatin | Charles Milesi | Rang 9                 |              |

### Einzelergebnisse in der FIA-Langstrecken-Weltmeisterschaft
| Saison | Team        | Rennwagen   | 1   | 2   | 3   | 4   | 5   | 6   | 7   | 8   |
| ------ | ----------- | ----------- | --- | --- | --- | --- | --- | --- | --- | --- |
| 2021   | WRT         | Oreca 07    | SPA | POR | MON | LEM | BAH | BAH |     |     |
| 2021   | WRT         | Oreca 07    | 29  | 7   | 5   | 6   | 4   | 4   |     |     |
| 2022   | WRT         | Oreca 07    | SEB | SPA | LEM | MON | FUJ | BAH |     |     |
| 2022   | WRT         | Oreca 07    | 6   | 4   | 21  | 4   | 8   | 9   |     |     |
| 2023   | WRT         | Oreca 07    | SEB | POR | SPA | LEM | MON | FUJ | BAH |     |
| 2023   | WRT         | Oreca 07    | 13  | 16  | 12  | 13  | 32  | 13  | 13  |     |
| 2024   | Alpine Team | Alpine A424 | KAT | IMO | SPA | LEM | SAO | AUS | FUJ | BAH |
| 2024   | Alpine Team | Alpine A424 | 7   |     |     | DNF | 12  | 5   | 7   | 4   |
| 2025   | Alpine Team | Alpine A424 | KAT | IMO | SPA | LEM | SAO | AUS | FUJ | BAH |
| 2025   | Alpine Team | Alpine A424 | 14  | 13  | 8   | 9   | 33  |     |     |     |

### Einzelergebnisse in der DTM
| Saison | Team         | 1   | 2   | 3   | 4   | 5   | 6   | 7   | 8   | 9   | 10  | 11  | 12  | 13  | 14  | 15  | 16  | 17  | 18  | Punkte | Rang |
| ------ | ------------ | --- | --- | --- | --- | --- | --- | --- | --- | --- | --- | --- | --- | --- | --- | --- | --- | --- | --- | ------ | ---- |
| 2019   | Aston Martin | HO1 | HO1 | ZOL | ZOL | MIS | MIS | NOR | NOR | ASS | ASS | BRH | BRH | LAU | LAU | NÜR | NÜR | HO2 | HO2 | 3      | 18.  |
| 2019   | Aston Martin | DNF | 13  | 9   | DNF | 14  | 12  | 10  | 11  | 13  | 12  | 15* | 11  | 15  | DNF | 11  | 15  | DNS | 11  | 3      | 18.  |

| Legende  | Legende            | Legende                                                          |
| Farbe    | Abkürzung          | Bedeutung                                                        |
| -------- | ------------------ | ---------------------------------------------------------------- |
| Gold     | –                  | Sieg                                                             |
| Silber   | –                  | 2. Platz                                                         |
| Bronze   | –                  | 3. Platz                                                         |
| Grün     | –                  | Platzierung in den Punkten                                       |
| Blau     | –                  | Klassifiziert außerhalb der Punkteränge                          |
| Violett  | DNF                | Rennen nicht beendet (did not finish)                            |
| Violett  | NC                 | nicht klassifiziert (not classified)                             |
| Rot      | DNQ                | nicht qualifiziert (did not qualify)                             |
| Rot      | DNPQ               | in Vorqualifikation gescheitert (did not pre-qualify)            |
| Schwarz  | DSQ                | disqualifiziert (disqualified)                                   |
| Weiß     | DNS                | nicht am Start (did not start)                                   |
| Weiß     | WD                 | zurückgezogen (withdrawn)                                        |
| Hellblau | PO                 | nur am Training teilgenommen (practiced only)                    |
| Hellblau | TD                 | Freitags-Testfahrer (test driver)                                |
| ohne     | DNP                | nicht am Training teilgenommen (did not practice)                |
| ohne     | INJ                | verletzt oder krank (injured)                                    |
| ohne     | EX                 | ausgeschlossen (excluded)                                        |
| ohne     | DNA                | nicht erschienen (did not arrive)                                |
| ohne     | C                  | Rennen abgesagt (cancelled)                                      |
| ohne     | keine WM-Teilnahme |                                                                  |
| sonstige | P/fett             | Pole-Position                                                    |
| sonstige | 1/2/3/4/5/6/7/8    | Punktplatzierung im Sprint-/Qualifikationsrennen                 |
| sonstige | SR/kursiv          | Schnellste Rennrunde                                             |
| sonstige | *                  | nicht im Ziel, aufgrund der zurückgelegten Distanz aber gewertet |
| sonstige | ()                 | Streichresultate                                                 |
| sonstige | unterstrichen      | Führender in der Gesamtwertung                                   |